# The Lamb (filme)
The Lamb (O cordeiro) é um filme mudo em curta-metragem norte-americano de 1918, do gênero comédia, estrelado por Harold Lloyd. É um filme perdido.

## Elenco
- Harold Lloyd
- Snub Pollard
- Bebe Daniels
- William Blaisdell
- Sammy Brooks
- Billy Fay
- Oscar Larson
- Gus Leonard
- Edith Sinclair

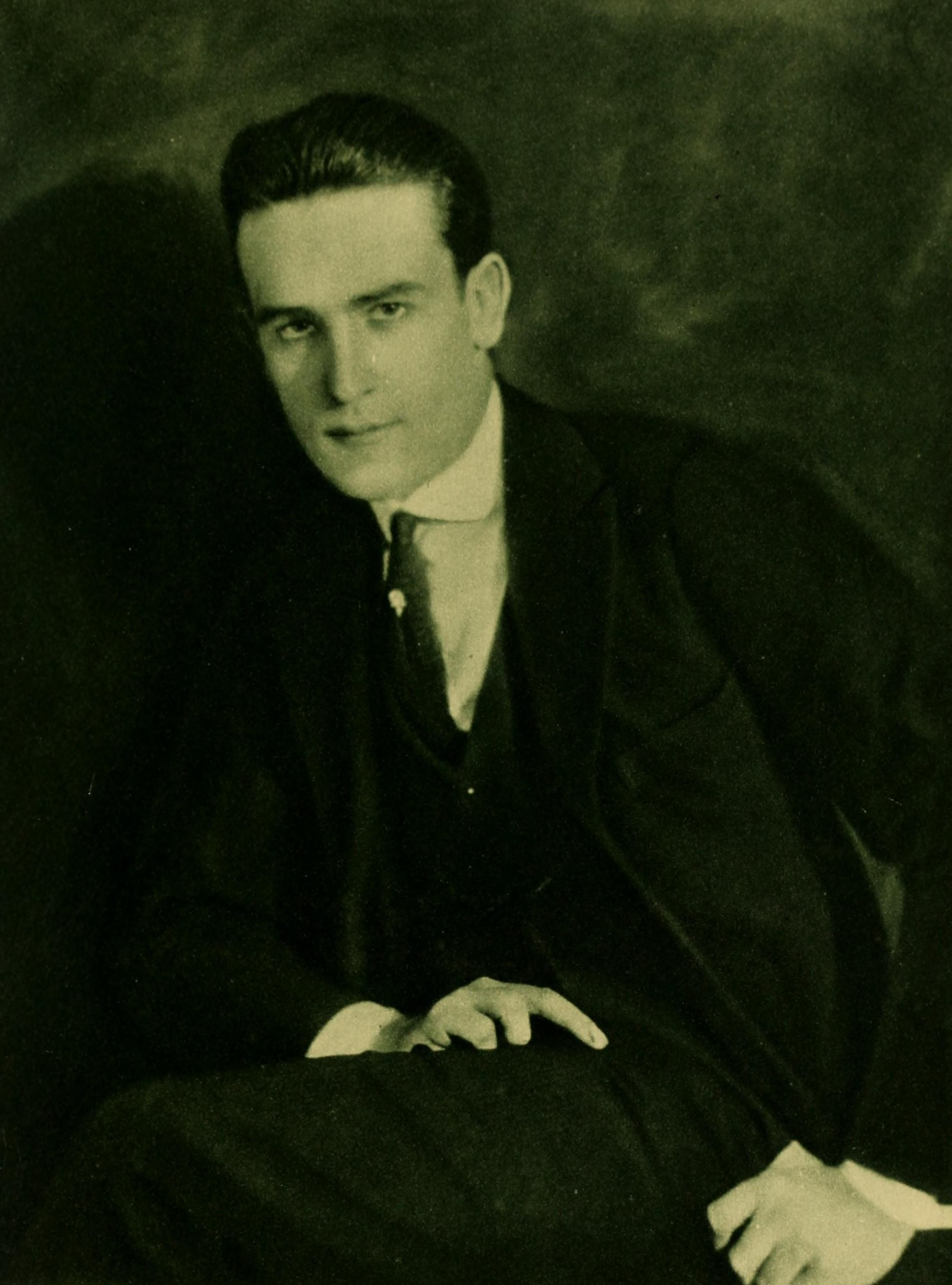
Harold Lloyd

- William Strohbach - (como William Strawback)
- Dorothea Wolbert